# Атакьой I
„Атакьой I“ (на турски: Ataköy 1. Kısım) е квартал на Истанбул, разположен в градска околия Бакъркьой. Общата му площ е 0,64 км2. Според данни на Адресната система за регистриране на населението (ABPRS) към 2024 г. населението на „Атакьой I“ е 1634 жители.